# 広東原創動力文化伝播
広東原創動力文化伝播有限公司（カントンげんそうどうりょくぶんかでんぱゆうげんこうし、英語: Creative Power Entertaining Co., Ltd.）は、中国のアニメ制作会社。略称は原創動力またはCPE。

## 概要
- 2004年10月21日設立。同年には初のアニメ作品『宝貝女児好媽媽』を制作。
- 2005年に制作開始した『喜羊羊与灰太狼』シリーズは、今現在2600話を超え、中国でアニメのお家芸となった。
- 2009年から2015年まで、『喜羊羊与灰太狼』シリーズの劇場版アニメが毎年1本ずつ制作され、中国本土でのシリーズ興行収入は8億元近くに達し。その第2作は初の中国本土での興収1億元突破した中国産アニメ映画となった。
- 2011年には、ディズニーと契約を結び、『喜羊羊与灰太狼』シリーズの海外ライセンスを10年間与えた。
- 2013年9月、奥飛娯楽の子会社となった。[1]2016年9月、奥飛娯楽はディズニーとのライセンスを早期に終了した。[2]

## 制作作品

### テレビアニメ
2000年代
- 宝貝女児好媽媽 2004年
- 喜羊羊与灰太狼 2005-2009年
- 喜羊羊与灰太狼之羊羊運動会 2008年
- 小宋当家 2008年

2010年代
- 喜羊羊与灰太狼之羊羊快楽的一年 2010年
- 喜羊羊与灰太狼之喜羊羊遊世博 2010年
- 七色戦記 2010年
- 宋代足球小将 2010年
- 喜羊羊与灰太狼之奇思妙想喜羊羊 2011年
- 喜羊羊与灰太狼之給快楽加油 2011年
- 喜羊羊与灰太狼之競技大連盟 2012年
- 宝貝女児好媽媽之快楽的家庭 2012年
- 喜羊羊与灰太狼之開心日記 2012年
- 喜羊羊与灰太狼之開心方程式 2013年
- 喜羊羊与灰太狼之懶羊羊当大厨 2013年
- 喜羊羊与灰太狼之羊羊小心願 2014年
- 喜羊羊与灰太狼之衣橱大冒険 2014年
- 喜羊羊与灰太狼之媽媽楽瘋狂 2015年
- 喜羊羊与灰太狼之洋洋得意喜羊羊 2015年
- 喜羊羊与灰太狼之原始世界歴険記 2015年
- 喜羊羊与灰太狼之嘻哈闖世界 2016年
- 歓楽大連盟 2016年
- 喜羊羊与灰太狼之羊羊小偵探 2016年
- 智趣羊学堂動植物編 2016年
- 智趣羊学堂運動編 2016年
- 喜羊羊与灰太狼之漫鏡頭 2016年
- 喜羊羊与灰太狼之深海歴険記 2017年
- 嫁人就嫁灰太狼 2017年
- 喜羊羊与灰太狼之発明大作戦 2017年
- 智趣羊学堂之地球嘉年華 2017年
- 智趣羊学堂之羊羊遊世界 2017年
- 喜羊羊与灰太狼之奇幻天空島 2018年
- 智趣羊学堂之奇幻成語書 2018年
- 智趣羊学堂之羊羊来尋宝 2018年
- 喜羊羊与灰太狼之羊村守護者 2019年
- 喜羊羊与灰太狼之跨時空救兵 2019年

2020年代
- 喜羊羊与灰太狼之奇趣外星客 2020年
- 喜羊羊与灰太狼之異国大営救 2020年
- 喜羊羊与灰太狼之羊羊趣冒険 2020年
- 巨神戦撃隊之軌道先鋒 2020年
- 喜羊羊与灰太狼之筐出勝利 2021年
- 喜羊羊与灰太狼之決戦次時代 2021年
- 喜羊羊与灰太狼之羊羊趣冒険2 2021年
- 喜羊羊与灰太狼之奇妙大営救 2022年

### 劇場版
- 喜羊羊与灰太狼之牛気衝天 2009年
- 喜羊羊与灰太狼之虎虎生威 2010年
- 喜羊羊与灰太狼之兎年頂呱呱 2011年
- 喜羊羊与灰太狼之開心闖龍年 2012年
- 喜羊羊与灰太狼之我愛灰太狼（実写映画） 2012年
- 宝貝女児好媽媽之吃記憶的大雪球 2012年
- 喜羊羊与灰太狼之喜気羊羊過蛇年 2013年
- 喜羊羊与灰太狼之我愛灰太狼2（実写映画） 2013年
- 喜羊羊与灰太狼之飛馬奇遇記 2014年
- 喜羊羊与灰太狼之羊年喜羊羊 2015年
- 喜羊羊与灰太狼之筐出未来 2022年